# Семенихина, Наталья Михайловна
Ната́лья Миха́йловна Семени́хина (род. 16 февраля 1970, Харьков) — советская, украинская и российская журналистка и телеведущая, винный блогер. Наибольшую известность получила как автор и ведущая ряда телепередач на «Первом канале».

## Биография
Выпускница Харьковского авиационного института по специальности инженер-системотехник и Харьковского государственного института культуры.
Свою карьеру на телевидении начала в мае 1991 года на первом коммерческом телеканале «ТОНИС» в родном Харькове, где работала диктором. Была выпускающим редактором и ведущей «Вечерних новостей» украинской телекомпании «SIMON». Затем — работа в «Агентстве Телевидения Новости», информационной компании, представляющую Восточную Украину в национальном телеэфире, сначала корреспондентом, позже ведущей и шеф-редактором.
С 1996 года — автор и ведущая культурно-развлекательной программы «Витражи» на телеканале «УТ-1».
С начала 1997 года работала на ОРТ (впоследствии — на «Первом канале») в дирекции информационных программ. С 1997 по 2006 год — корреспондент, специальный корреспондент правительственного, а затем и президентского пула (работала при президентах Ельцине, Путине). С 2006 по 2007 год — шеф украинского бюро ОАО «Первый канал» в Киеве.
Неоднократно участвовала в организации и проведении телемостов с участием президента «Прямая линия с Владимиром Путиным» (в 2005 и 2007 годах — в качестве модератора поступающих в call-центр телефонных звонков россиян), премьер-министра, в том числе между Россией и Украиной, в своих репортажах освещала Оранжевую революцию на Украине.
С 2007 по 2009 год — ведущая ночных выпусков «Новостей».
С мая 2009 по май 2014 года — автор и ведущая рубрики «Народная экономика» — в эфире с понедельника по пятницу в новостях в 15:00 (с октября 2010 года — в программе «Другие новости»).
C сентября 2010 по июль 2018 года — соведущая Антона Привольнова в программе «Контрольная закупка» на «Первом канале». С приходом новой ведущей у программы изменилась концепция, она стала более социально направленной. Добавлены рубрики обратной связи со зрителями — «Горячие вопросы и ответы», «Контрольная закупка предупреждает», и раздел о правах потребителей, с юридическими комментариями самой ведущей.
С сентября 2014 по февраль 2015 года представляла экономический блок в некоторых выпусках «Вечерних новостей».
После продолжала работать в информационных программах «Вечерние новости» и «Время», готовила сюжеты на экономическую тематику, читала текст за кадром.
В апреле 2019 года стала первым обладателем телевизионной премии «ТЭФИ-Капитал» за лучший репортаж в новостной программе — жюри был отмечен сюжет о доходах и расходах чемпионата мира по футболу.
26 июня 2019 года в своём аккаунте в социальной сети Instagram сообщила о том, что увольняется с «Первого канала» после 22 лет работы. Спустя полторы недели, 8 июля, в эфире вышел её последний новостной сюжет.
С 2020 года — один из авторов интернет-портала Goodtodrink, посвящённого дегустации вин и различной еды.

## Семья
Замужем за Алексеем Соколовским, есть две дочери — Ирина и София.